# Университет Цуда
Университет Цуда (яп. 津田塾大学, つだじゅくだいがく, цуда дзюку дайгаку; англ. Tsuda College) — высшее учебное заведение в Японии, частный колледж. Находится в городе Кодайра, Токио. Основан в 1948 году на базе частной женской школы Цуды Умэко, первой японки-стажёрки в США, дочери известного японского агронома Цуда Сэна. Насчитывает один факультет свободных искусств, состоящий из кафедр английского языка и литературы, международных отношений, математики и информатики. Осуществляет подготовку магистров и аспирантов по специальностям: гуманитарные науки, международные отношения и физика. Особенностями колледжа является соблюдение принципов, которые были заложены Цудой Умэко: уважение к протестантскому христианству, пропаганда либерализма, активная поддержка международных контактов.